# Mydaea flavitarsis
Mydaea flavitarsis är en tvåvingeart som beskrevs av Anatolii Mikhailovich Lobanov 1983. Mydaea flavitarsis ingår i släktet Mydaea och familjen husflugor. Inga underarter finns listade i Catalogue of Life.